# Opel Ascona
Opel Ascona byl automobil střední třídy, který v letech 1970 až 1988 vyráběla ve třech generacích německá automobilka Opel. Vůz také zvítězil v rallye v sezoně 1982. Název modelu vychází z názvu turistického letoviska Ascona ve Švýcarsku.

## Ascona A

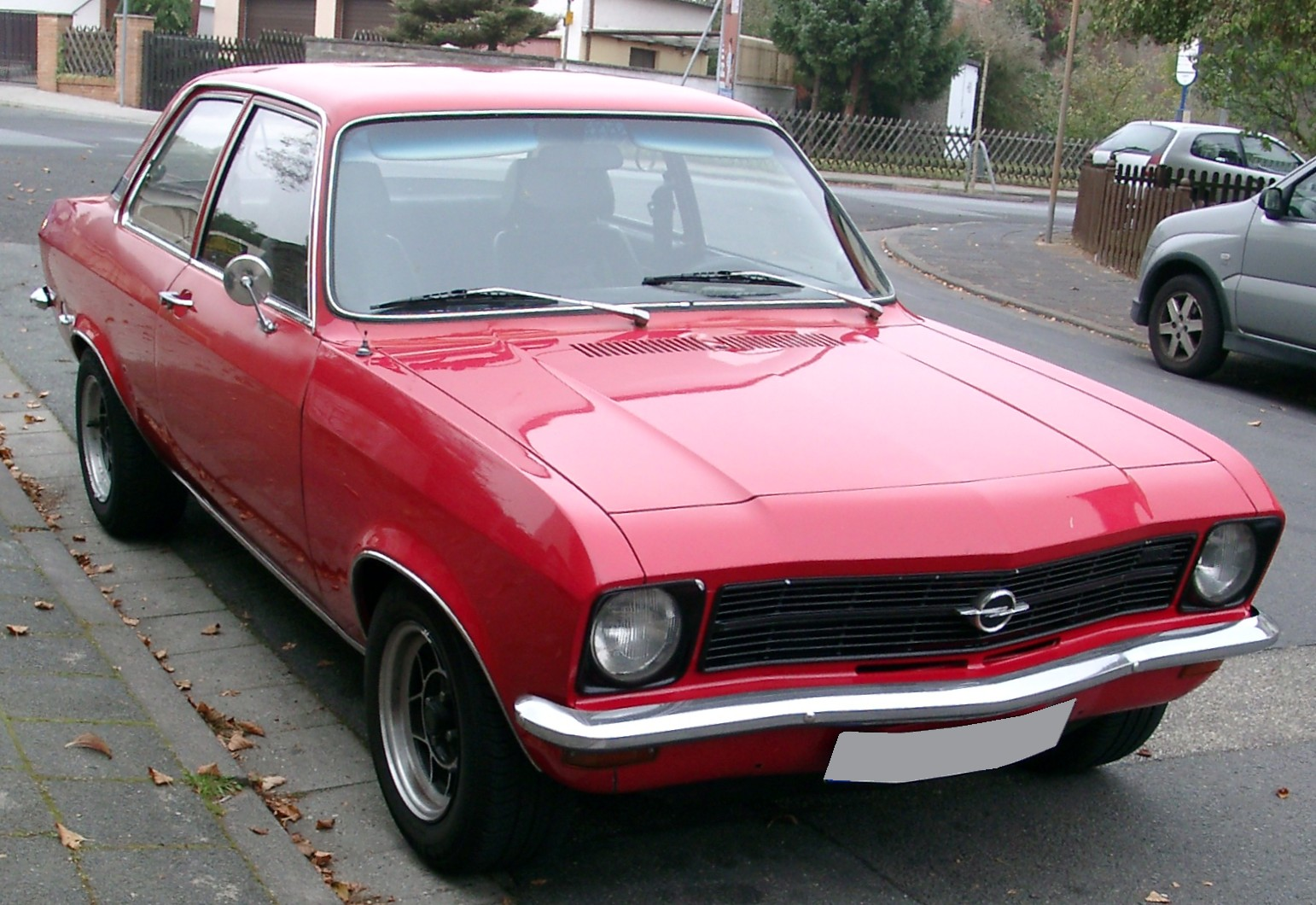
Ascona A

Poprvé se představila 28. října 1970. Zařadila se mezi Opel Kadett a Opel Rekord. Vyráběla se jako sedan nebo kombi Ascona Caravan. Z Ascony byl odvozen sportovní typ Manta. Výroba byla ukončena v roce 1975.

### Motory
- 1.2 - 1196 cm³ (44 kW)
- 1.6 - 1584 cm³ (44-50 kW)
- 1.6 - 1584 cm³ (55-59 kW)
- 1.9 - 1897 cm³ (65-66 kW)

## Ascona B

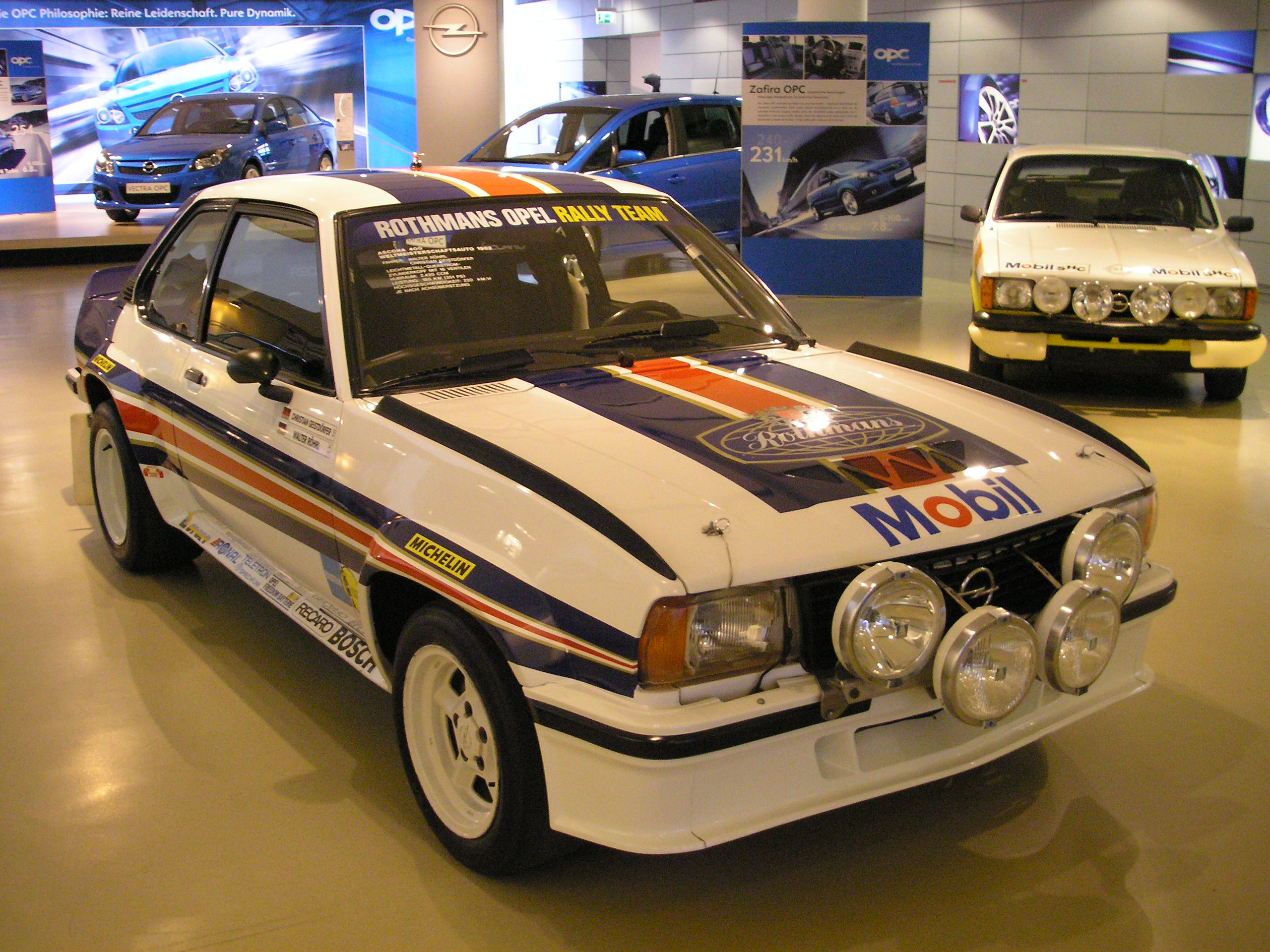
Ascona B 400

Poprvé byla představena na Frankfurtském autosalonu v roce 1975. Z nabídky zmizelo kombi a zůstal jen dvou- a čtyřdveřový sedan. V roce 1981 byla výroba ukončena. Vauxhall ji prodával pod názvem Cavalier.

### Motory
- 1.2 N - 1196 cm³ (40 kW)
- 1.2 S - 1196 cm³ (44 kW)
- 1.3 N - 1297 cm³ (44 kW)
- 1.3 S - 1297 cm³ (55 kW)
- 1.6 N - 1584 cm³ (44 kW)
- 1.6 S - 1584 cm³ (55 kW)
- 1.9 N - 1897 cm³ (55 kW)
- 1.9 S - 1897 cm³ (66 kW)
- 2.0 N - 1979 cm³ (66 kW)
- 2.0 S - 1979 cm³ (74 kW)
- 2.0 E - 1979 cm³ (81 kW)
- 2.1 D - 2068 cm³ (43 kW)
- 2.4 I - 2420 cm³ (106 kW)

### Ascona 400
Soutěžní verze Ascony nesla označení Opel Ascona 400. Vycházela z modelu Ascona B, tedy klasického samonosného ocelového sedanu ve dvoudveřovém provedení s čtyřválcovým motorem s litinovým blokem uloženým vpředu nad přední nápravou, spojkou a pětistupňovou převodovkou souose za motorem a pohonem zadních kol. Ascona 400 vznikla v roce 1980 tím, že motor 2.4 dostal novou šestnáctiventilovou hlavu válců z lehkých slitin od společnosti Cosworth Engineering, nový byl diferenciál s omezenou svorností ZF, zpevněný skelet, blatníky s rozšířením pro širší kola + pohyblivé díly z hliníkového plechu. Pohotovostní hmotnost se pohybovala kolem 1030–1090 kg (podle konkrétní soutěže), díky čemuž vůz disponoval poměrem kolem 5 kg/kW, což mu zajišťovalo dobrou akceleraci a ovladatelnost. Homologace proběhla v roce 1980 ve skupině skupině B (sportovní vozy) podle předpisů FIA (mezinárodní automobilová federace). Ascona 400 dovezla Waltera Rörhla v roce 1982 k titulu mistra světa v automobilových soutěžích, avšak ve značkách Opel nikdy titul mistra světa v rallye neslavil. Na základě Ascony 400 byla o rok později postavena Manta 400 s nižším těžištěm a výkonnějším motorem, která však ve světě soutěží zcela propadla v konkurenci speciálů s trvalým pohonem všech kol.

## Ascona C

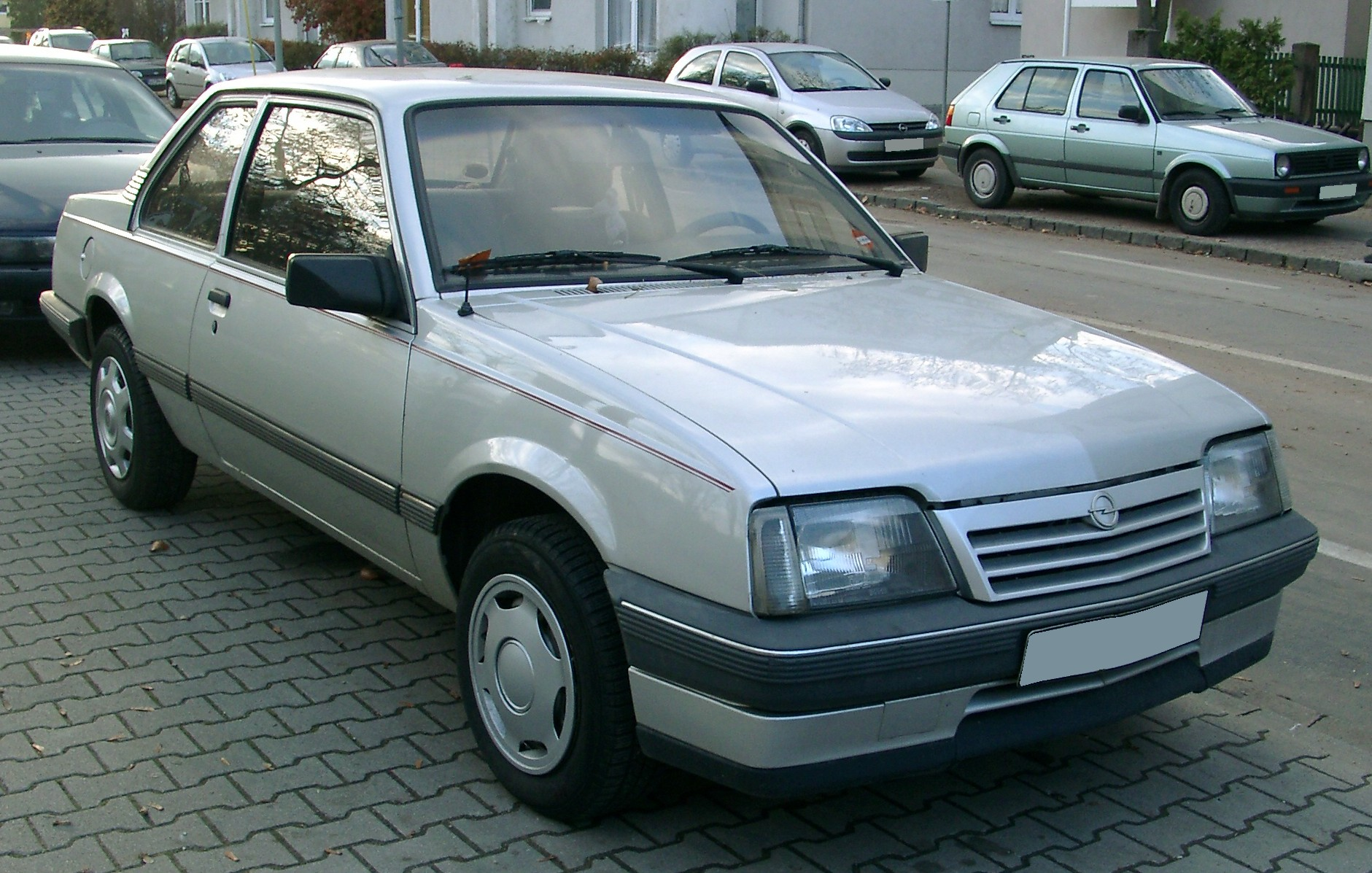
Ascona C

Ascona C byla druhým vozem automobilky Opel s předním náhonem. Vyráběla se ve městech Rüsselsheim (Německo) , Antverpy (Belgie) a Luton (Velká Británie). Britský model se prodával pod názvem Vauxhall Cavalier. Již v roce nástupu na trh se Ascona stala nejprodávanějším automobilem na západoněmeckém trhu.

### Motory
- 1.3 N - 1297 cm³ (44 kW)
- 1.3 S - 1297 cm³ (55 kW)
- 1.6 N - 1598 cm³ (55 kW)
- 1.6 E - 1598 cm³ (55 kW)
- 1.6 S - 1598 cm³ (60-66 kW)
- 1.8 N - 1796 cm³ (62 kW)
- 1.8 E - 1796 cm³ (74-85 kW)
- 2.0 E - 1998 cm³ (74-85 kW)
- 2.0 GT - 1998 cm³ (96 kW)
- 1.6 D - 1598 cm³ (40 kW)